# کلیسای ویککی
کلیسای ویکْکی (فنلاندی: Viikin kirkko , سوئدی: Viks kyrka) یک کلیسای انجیلی لوتری در ناحیه ویککی در هلسینکی پایتخت فنلاند است. این بنا که در سال ۲۰۰۵ تکمیل شد، جدیدترین ساختمان کلیسای شهر بوده این کلیسا بخشی از محله مالمی است.

## معماری
بنای کلیسا عمدتاً چوبی است: کف، سقف، دیوارها و ستون‌ها از چوب صنوبر و روکش بیرونی و زونا دوتایی چوبی است. مبلمان از بلوط و آسپن ساخته شده‌است.
این کلیسا ۲۰۰ نفر گنجایش دارد. در صورت ترکیب با سالن نمازخانه، ظرفیت به ۴۰۰ نفر می‌رسد.